# Roussy-le-Village
Roussy-le-Village là một xã trong vùng Grand Est, thuộc tỉnh Moselle, quận Thionville-Est, tổng Cattenom. Tọa độ địa lý của xã là 49° 27' vĩ độ bắc, 06° 10' kinh độ đông. Roussy-le-Village nằm trên độ cao trung bình là m mét trên mực nước biển, có điểm thấp nhất là 190 mét và điểm cao nhất là 259 mét. Xã có diện tích 12,5 km², dân số vào thời điểm 1999 là 962 người; mật độ dân số là 76 người/km².

## Thông tin nhân khẩu
| 1962 | 1968 | 1975 | 1982 | 1990 | 1999 |
| ---- | ---- | ---- | ---- | ---- | ---- |
| 607  | 614  | 677  | 794  | 934  | 962  |